# Hauptstrasse 345
Die Hauptstrasse 345 ist eine Schweizer Hauptstrasse in den Kantonen Zürich und Sankt Gallen. Sie ist eine wichtige Nord-Süd-Verbindung im Zürcher Oberland zwischen dem Raum Winterthur und dem Raum Obersee. 

## Verlauf
Die 32 Kilometer lange Strecke verbindet die Hauptverkehrsachse bei Illnau-Effretikon, wo sie von der Hauptstrasse 1 abzweigt und mit der kurzen Hauptstrasse 346 einen Zubringer zur Autobahn A1 bedient, über einige grosse Siedlungszentren im Zürcher Oberland mit dem Gebiet am Obersee in Eschenbach im Kanton Sankt Gallen. Dort erreicht sie die Hauptstrasse 8, die Verbindungsstrasse von Rapperswil nach Sankt Gallen.

## Geschichte
Bei Pfäffikon verläuft die Strasse nahe am Ruinengelände des römischen Kastells Irgenhausen vorbei. Die auf einem Hügel liegende Befestigung ist das am besten erhaltene antike Baudenkmal an der spätrömischen Strasse von Centum Prata (Kempraten) bei Rapperswil-Jona nach Vitudurum (Oberwinterthur), deren ehemaligem Verlauf die Hauptstrasse 345 ungefähr folgt.

## Natur
Zwischen den grossen Ortschaften verläuft die Hauptstrasse durch bedeutende Naturlandschaften. Bei Fehraltorf liegt im Waldgebiet Brandholz neben der Strasse das Schutzgebiet Bogen-Mesikon-Brand, das im Bundesinventar der Amphibienlaichgebiete von nationaler Bedeutung verzeichnet ist.
Zwischen Pfäffikon und Auslikon durchquert die Strasse das Landschaftsschutzgebiet in der Umgebung des Pfäffikersees. Die für Pflanzen und Tiere wertvolle Landschaft ist im Bundesinventar der Landschaften und Naturdenkmäler von nationaler Bedeutung (BLN) verzeichnet und zählt zu den Schweizer Moorlandschaften von besonderer Schönheit und von nationaler Bedeutung und ist ein Wasser- und Zugvogelreservat. und eine wertvolle Smaragd-Landschaft gemäss der internationalen Berner Konvention.
Südlich von Hinwil passiert die Hauptstrasse 345 eine Hügellandschaft, deren Bodenformen vom eiszeitlichen Rheingletscher geschaffen wurden. Die Strasse führt in dieser Zone durch die Senke neben dem Mülibach nach Dürnten. Der Naturraum westlich der Hauptstrasse ist als «Drumlinlandschaft Zürcher Oberland» ebenfalls im Bundesinventar der Landschaften und Naturdenkmäler von nationaler Bedeutung aufgeführt (BLN-Objekt Nr. 1401) und gehört ebenso zu den Moorlandschaften von nationaler Bedeutung.